# Standardna entalpijska promena sagorevanja
Standardna entalpija sagorevanja je entalpija promene kad jedan mol supstance potpuno reaguje sa kiseonikom pod standardnim termodinamičkim uslovima (mada se eksperimentalne vrednosti obično mere pod različitim uslovima i naknadno koriguju). Po definiciji, reakcije sagorevanja su uvek egzotermne i tako su entalpije sagorevanja uvek negativne, dok vrednosti za individualnih sagorevanja mogu da variraju.
Standardna entalpija sagorevanja se obično označava sa {\displaystyle \Delta H_{\mathrm {comb} }^{\circ }} ili {\displaystyle \Delta H_{\mathrm {c} }^{\circ }}. Kada se željena entalpija ne odnosi na sagorevanje, ona se može označiti sa {\displaystyle \Delta H_{\mathrm {total} }^{\circ }}. Entalpije sagorevanja se tipično mere koristeći kalorimetar, i imaju jedinice energije (tipično kJ); striktno govoreći, entalpija promene po molu sagorene supstance je standardna molarna entalpija sagorevanja (koja tipično ima jedinice kJ mol−1).

## Literatura
1. ↑  Peter Atkins; Julio de Paula (2001). Physical Chemistry (7th изд.). W. H. Freeman. ISBN 0716735393.

## Spoljašnje veze
- NIST hemijska veb knjiga